# Oldrzyszowice
Oldrzyszowice (niem. Hilbersdorf) – wieś w Polsce położona w województwie opolskim, w powiecie brzeskim, w gminie Lewin Brzeski.
Wieś wzmiankowana po raz pierwszy w 1283 roku jako Hildebrandi villa, w 1402  wzminakowana jako Hildbrandsdorf.
W latach 1954–1959 wieś należała i była siedzibą władz gromady Oldrzyszowice, po jej zniesieniu w gromadzie Skorogoszcz. W latach 1975–1998 miejscowość administracyjnie należała do ówczesnego województwa opolskiego.

## Historia
Od końca XVIII w. wieś posiadała własną pieczęć gminną, na której wizerunku przedstawiono serce w słup, z górnej części serca wyrastają trzy kwiaty (róże).

## Zabytki
Do wojewódzkiego rejestru zabytków wpisany jest park dworski.